# Rainbow Forest Museum
Le Rainbow Forest Museum est un musée paléontologique américain situé dans le comté de Navajo, en Arizona. Abrité dans un bâtiment construit durant la seconde moitié de l'année 1931, il est protégé au sein du parc national de Petrified Forest. Du musée part le Giant Logs Trail, un sentier de randonnée qui permet de visiter une forêt pétrifiée.